# 차세대 항공 지배
차세대 항공 지배(Next Generation Air Dominance, NGAD)는 록히드 마틴 F-22 랩터를 계승할 "시스템 제품군"을 배치하는 것을 목표로 하는 미국 공군(USAF)의 6세대 공중 우세 계획이다. 승무원이 탑승한 전투기는 NGAD의 중심 프로그램이며 PCA(Penetating Counter-Air) 플랫폼으로 불리며 유인-무인 팀(MUM-T) 구성을 통해 무인 협력 전투기(CCA) 또는 로열 윙맨 플랫폼의 지원을 받게 된다.
NGAD는 2014년 방위고등연구계획국(DARPA)의 Air Dominance Initiative 연구에서 시작되었으며 2030년대에 새로운 전투기를 배치할 것으로 예상된다. 원래는 공군-해군 합동 프로그램으로 제시되었지만 결국 두 서비스는 별도의 사무실과 프로그램을 설립했다. 동일한 이름을 공유함에도 불구하고 공군의 NGAD 노력은 F/A-XX를 승무원 전투기 구성 요소로 보유하고 비슷한 수비 기간을 갖는 해군의 것과는 구별된다.

## 같이 보기
- 미래전투항공체계
- 글로벌 전투 항공 프로그램
- 미코얀 PAK DP
- 모함 (배)